# سیارک ۴۶۳۸
سیارک ۴۶۳۸ (به انگلیسی: 4638 Estens، نامگذاری:1989EG) چهار هزار و ششصد و سی و هشتمین سیارک کشف شده‌است که در ۲ مارس ۱۹۸۹ کشف شد.
قدر مطلق سیارک برابر ۱۴٫۰۰ است.